# Alex Fudge
Alex Fudge, né le 6 mai 2003 à Lauderhill en Floride, est un joueur américain de basket-ball évoluant aux postes d'ailier et ailier fort.

## Biographie
Non choisi lors de la draft 2023, il signe quelque semaines plus tard un contrat two-way avec les Lakers de Los Angeles. Il est coupé en janvier 2024.
En mars 2024, il signe un contrat two-way avec les Mavericks de Dallas.